# 대한의학회
대한의학회(大韓醫學會, Korean Academy of Medical Sciences ; KAMS)는 의학연구의 기반조성과 회원의 학술활동을 지원하고 의학의 전문성 강화를 위한 교육 및 정책개발을 통해 의학 발전에 기여함으로 대한민국의 의학 단체이자 사단법인이다. 소재지는 서울특별시 서초구 바우뫼로 7길 18에 위치하고 있다. 1966년 10월 6일에 설립하였다.
영문 학회지 Journal of Korean Medical Science (JKMS)를 발행한다.
대한의사협회는 협회고, 대한의학회는 학회이다.

## 같이 보기
- 대한의사협회
- 대한해부학회